# Confrontation (Bob Marley & The Wailers)
Confrontation is het dertiende en laatste studioalbum van de Jamaicaanse reggaegroep Bob Marley & The Wailers, postuum uitgebracht in mei 1983, twee jaar na Marleys dood. De nummers op het album werden samengesteld uit onuitgebracht materiaal en onuitgebrachte singles, opgenomen tijdens Marleys leven. Het bekendste nummer van het album is "Buffalo Soldier", dat een jaar later werd opgenomen in het compilatiealbum Legend. 
Aan de binnenkant van het album is een artistieke voorstelling te zien van de Slag bij Adwa, waar Ethiopische strijdkrachten in 1896 Italië versloegen. De albumhoes stelt Bob Marley voor die Babylon, een symbool voor onderdrukking in het rastafarigeloof, doodt.

## Nummers
Alle nummers zijn geschreven door Bob Marley, behalve waar aangegeven. 

| Nr. | Titel                                      | Duur |
| --- | ------------------------------------------ | ---- |
| 1.  | Chant Down Babylon                         | 2:35 |
| 2.  | Buffalo Soldier (Bob Marley/N.G. Williams) | 4:16 |
| 3.  | Jump Nyabinghi                             | 3:43 |
| 4.  | Mix Up, Mix Up                             | 5:07 |
| 5.  | Give Thanks and Praises                    | 3:15 |

| Nr. | Titel                                    | Duur |
| --- | ---------------------------------------- | ---- |
| 1.  | Blackman Redemption                      | 3:33 |
| 2.  | Trench Town                              | 3:12 |
| 3.  | Stiff Necked Fools                       | 3:24 |
| 4.  | I Know                                   | 3:19 |
| 5.  | Rastaman Live Up! (Bob Marley/Lee Perry) | 5:23 |

| Nr. | Titel                                                | Duur |
| --- | ---------------------------------------------------- | ---- |
| 11. | Buffalo Soldier [12" Mix] (Bob Marley/N.G. Williams) | 7:37 |

## Medewerkers
Muzikanten
- Bob Marley - leadzang, achtergrondzang, slaggitaar
- Aston Barrett - basgitaar, gitaar, percussie
- Carlton Barrett - drums, akete
- Tyrone Downie - keyboards, achtergrondzang
- Earl Lindo - keyboards
- Alvin Patterson - percussie
- Rita Marley - achtergrondzang
- Judy Mowatt - achtergrondzang
- Marcia Griffiths - achtergrondzang
- Glen DaCosta - tenorsaxofoon
- David Madden - trompet
- Ronald Robinson - trombone
- Devon Evans - percussie
- Carlton "Santa" Davis - drums (op "Chant Down Babylon")

Productie
- Neville Garrick - grafische vormgeving
- Errol Brown - geluidstechniek en mixen
- Michaell Reid - assistent-geluidstechnicus
- Errol Brown, Chris Blackwell en Aston Barrett - mixen
- Bob Marley & The Wailers en Errol Brown - producenten
- Rita Marley - uitvoerend producent

## Hitnoteringen
| Confrontation in de Nederlandse Album Top 100 - binnen: 18-06-1983 | Confrontation in de Nederlandse Album Top 100 - binnen: 18-06-1983 | Confrontation in de Nederlandse Album Top 100 - binnen: 18-06-1983 | Confrontation in de Nederlandse Album Top 100 - binnen: 18-06-1983 | Confrontation in de Nederlandse Album Top 100 - binnen: 18-06-1983 | Confrontation in de Nederlandse Album Top 100 - binnen: 18-06-1983 | Confrontation in de Nederlandse Album Top 100 - binnen: 18-06-1983 | Confrontation in de Nederlandse Album Top 100 - binnen: 18-06-1983 |
| Week                                                               | 1                                                                  | 2                                                                  | 3                                                                  | 4                                                                  | 5                                                                  | 6                                                                  |                                                                    |
| ------------------------------------------------------------------ | ------------------------------------------------------------------ | ------------------------------------------------------------------ | ------------------------------------------------------------------ | ------------------------------------------------------------------ | ------------------------------------------------------------------ | ------------------------------------------------------------------ | ------------------------------------------------------------------ |
| Nummer                                                             | 26                                                                 | 31                                                                 | 34                                                                 | 35                                                                 | 45                                                                 | 44                                                                 | uit                                                                |

Bob Marley · Junior Braithwaite · Beverley Kelso · Bunny Wailer · Peter Tosh · Cherry Smith · Constantine "Vision" Walker · Earl "Chinna" Smith · Aston Barrett · Joe Higgs · Earl Lindo · Carlton Barrett · Al Anderson · Alvin Patterson · Junior Marvin · Donald Kinsey · Tyrone Downie · I Threes (Rita Marley · Marcia Griffiths · Judy Mowatt)